# Hell Driver
Pour plus de détails, voir Fiche technique et Distribution.
Hell Driver ou Conduite infernale au Québec (Drive Angry) est un film américain réalisé par Patrick Lussier, sorti en 2011.

## Synopsis
John Milton (Nicolas Cage), un ancien hors la loi, a vu sa fille se faire sauvagement assassiner par Jonah King (Billy Burke), le chef d’une bande de fanatiques. Ce dernier a également enlevé le bébé de cette dernière. Mauvais garçon, Milton est envoyé en enfer. Pour venger sa famille, il s’évade et revient sur Terre. Il est prêt à tout pour rattraper les ravisseurs et assassins et leur reprendre l’enfant qui est condamné à être sacrifié à la prochaine pleine lune, soit dans trois jours. Il rencontre Piper (Amber Heard), serveuse dans un restaurant routier, et, avec son aide, il se lance à leur poursuite, du Colorado à la Louisiane.
Pourtant, le chasseur pourrait bien devenir le gibier. Un homme mystérieux aux pouvoirs surnaturels qui se fait appeler « Le Comptable » (William Fichtner), est lui-même à la recherche de Milton, dans le but évident de le ramener aux enfers...

## Fiche technique
- Titre original : Drive Angry
- Réalisation : Patrick Lussier
- Scénario : Todd Farmer et Patrick Lussier
- Musique : Michael Wandmacher
- Photographie : Brian Pearson
- Montage : Devin C. Lussier et Patrick Lussier
- Décors : Nathan Amondson
- Direction artistique : William Budge
- Costumes : Mary E. McLeod
- Production : Michael De Luca
  - Coproduction : Ed Cathell III
  - Production exécutive : René Besson, Boaz Davidson, Danny Dimbort, Joe Gatta, Avi Lerner, Diego J. Martinez et Trevor Short
- Sociétés de production : Millennium Films et Nu Image Films
- Distribution : Summit Entertainment
- Pays :  États-Unis
- Langue : Anglais
- Budget : 50 millions de $[réf. nécessaire]
- Genre : Action, Fantastique
- Dates de sortie :
  - États-Unis, Royaume-Uni, Canada : 25 février 2011
  - France : 23 mars 2011
- Interdiction : Ce film a été interdit aux moins de 12 ans lors de sa sortie en salles en France.

## Distribution
- Nicolas Cage[2] (VF : Dominique Collignon-Maurin et VQ : Benoit Rousseau) : John Milton
- Amber Heard[3] (VF : Laura Préjean et VQ : Kim Jalabert) : Piper
- Katy Mixon[4] (VQ : Émilie Bibeau) : Norma Jean
- David Morse[5] (VF : Philippe Peythieu et VQ : Sylvain Hétu) : Webster
- Billy Burke[6] (VF : Thierry Ragueneau et VQ : Yves Soutière) : Jonah King
- William Fichtner[7] (VF : Guy Chapellier et VQ : Daniel Picard) : Le Comptable (The Accountant)
- Christa Campbell (VQ : Julie Beauchemin) : Mona[8]
- Charlotte Ross (VF : Anne Rondeleux et VQ : Mélanie Laberge) : Candy[9]
- Tom Atkins[10] (VF : Michel Barbey et VQ : Vincent Davy) : Cap
- Bryan Massey[11] : Officier Lerma
- James Hébert[12] (VF : Laurent Larcher) : le type en blouson de cuir
- Jack McGee (VF : Patrick Raynal et VQ : Denis Roy) : Fat Lou
- Todd Farmer (VF : Emmanuel Karsen et VQ : Frédéric Paquet) : Frank
- Pruitt Taylor Vince (VF : Vincent Grass) : Roy
- Brent Henry : teen #2
- Kendrick Hudson : Burly
- Simone Williams : Leopard Lady[13]

## Box office
- Mondial : 38,2 millions $[14]
- États-Unis : 10,7 million $
- France : 2,5 millions $ (247 901 entrées)

## Production
Drive Angry est le septième long-métrage de Patrick Lussier, connu également comme monteur de certains films de Wes Craven et de films d'horreur. Mais ce sera le quatrième à sortir en salles.

## Présentation
Le film fut projeté en avant-première au Comic-Con le 23 juillet 2010.